# David Bailly

Autorretrato con los símbolos de la vanitas, óleo sobre tabla (89,5 x 122 cm), Leiden, Stedelijk Museum De Lakenhal.

David Bailly (1584-1657) fue un pintor de la llamada Edad de Oro de la pintura holandesa.

## Biografía
Nacido en Leiden, fue hijo de Peter Bailly, un inmigrante flamenco, calígrafo y maestro de esgrima. Estudió dibujo probablemente con su padre y con el grabador en cobre Jacques de Gheyn. Posteriormente trabajó con Cornelis van der Voort, pintor de Ámsterdam. Según Houbraken, en el verano de 1608 inició su «Grand Tour», viajando a Fráncfort, Núremberg, Augsburgo y Hamburgo para llegar vía Tirol a Venecia y finalmente Roma. De regreso pasó un tiempo en Venecia y en Alemania, donde trabajó para algunos príncipes. 
En 1613 estaba de regreso en los Países Bajos, donde se dedicó a la pintura de género, naturalezas muertas y retratos, a menudo combinados con los símbolos propios de la pintura de vanitas, como en su célebre Autorretrato del Museo de Leiden. También son conocidos sus retratos de los profesores y alumnos de la Universidad de Leiden. Con Gabriël Metsu y Jan Steen fue miembro fundador de la «guilda» o gremio de San Lucas de Leiden del que en 1648 fue nombrado capitán. 
Bailly fue maestro de sus sobrinos Pieter y Harmen Steenwijck, conocido también como pintor de Vanitas.